# Astragalus cuyanus
Astragalus cuyanus är en ärtväxtart som beskrevs av Gomez-sosa. Astragalus cuyanus ingår i släktet vedlar, och familjen ärtväxter. Inga underarter finns listade i Catalogue of Life.